# Marion Holthaus
Marion Holthaus (* 16. Januar 1973 in Remscheid; geborene Schwandrau, dann Lück) ist eine deutsche parteilose Bürgermeisterin. Sie ist seit 2020 Bürgermeisterin der nordrhein-westfälischen Stadt Wermelskirchen.

## Leben
Marion Holthaus wuchs in Wermelskirchen auf und machte 1992 ihr Abitur am dortigen Städtischen Gymnasium. Nach dem Abitur machte sie ein freiwilliges soziales Jahr (FSJ). Danach studierte sie von 1993 bis 1997 Sozialpädagogik. Von 1998 bis 2001 absolvierte sie eine Ausbildung zur Diplom-Verwaltungswirtin (FH). Sie war Sachbearbeiterin in der Personalabteilung der Stadt Köln. In Köln war sie zuletzt Leiterin des Bereichs Strategisches Projektmanagement.
Marion Holthaus ist zum zweiten Mal verheiratet und hat einen Sohn. Sie ist Rotarierin.

## Politischer Werdegang
Zur Bürgermeisterwahl 2020 in Wermelskirchen war sie gemeinsame Kandidatin der CDU Wermelskirchen und der Wählergruppe BürgerForum. Bei der Wahl erhielt sie im ersten Wahlgang mit 51,42 Prozent der gültigen Stimmen bei einer Wahlbeteiligung von 56,89 Prozent die absolute Mehrheit. Das Amt trat sie am 1. November 2020 an, als Nachfolgerin von Rainer Bleek (SPD), der bei dieser Wahl nur 34,61 Prozent erreichte.